# Reforma sistemului de asistență socială
Reforma sistemului de asistență socială este procesul de propunere și adoptare a modificărilor în cadrul unui sistem de protecție socială, cu scopul de a îmbunătăți eficiența și administrarea programelor de asistență guvernamentală, având ca obiectiv creșterea echității și a accesibilității atât pentru beneficiarii de ajutor social, cât și pentru contribuabili. Programele de reformă au diferite scopuri: întrajutorarea persoanelor fizice pentru a le ajuta să devină independente, asigurarea sustenabilității și solvabilității diferitelor programe de asistență socială și/sau promovarea distribuției echitabile a resurselor. Reforma asistenței sociale este dezbătută în mod constant din cauza opiniilor variate privind necesitatea guvernului de a echilibra imperativele garantării beneficiilor sociale și promovării independenței.

## Prezentare generală
Începând cu anii 1970, sistemele de asistență socială au fost supuse unei examinări în detaliu în întreaga lume. Schimbările demografice, cum ar fi creșterea natalității postbelice și declinul natalității ulterioare, împreună cu schimbările economice, precum șocurile petroliere din 1970⁠(d), au dus la îmbătrânirea populației, lipsă de forță de muncă, și dependența crescută de sistemele de asistență socială, care au ridicat în mod inevitabil problema reformei sistemelor de asistență socială. Sistemele din SUA s-au concentrat în primul rând pe reducerea nevoii de asistență socială pentru părinții singuri și săraci prin stimulente pentru angajare. Marea Britanie s-a axat în primul rând pe reducerea șomajului general prin tactica New Deal⁠(d) introdusă de Guvernul Laburist în anii 1990. Țările de Jos au pun accentul pe reformarea programelor pentru persoanele cu dizabilități, iar America Latină s-a concentrat în primul rând pe reformele sistemelor de pensii.

## Politica Reformei Asistenței Sociale
În general, liberalii clasici, libertarienii și conservatorii susțin ideea că sistemele de asistență socială și alte servicii finanțate din impozite diminuează interesul pentru muncă, exacerbează problema migranților clandestini și intensifică sărăcia. Pe de altă parte, social-democrații și socialistii critică în general reformele sociale care minimizează plasa de siguranță publică și întăresc sistemul economic capitalist.

## Istoric

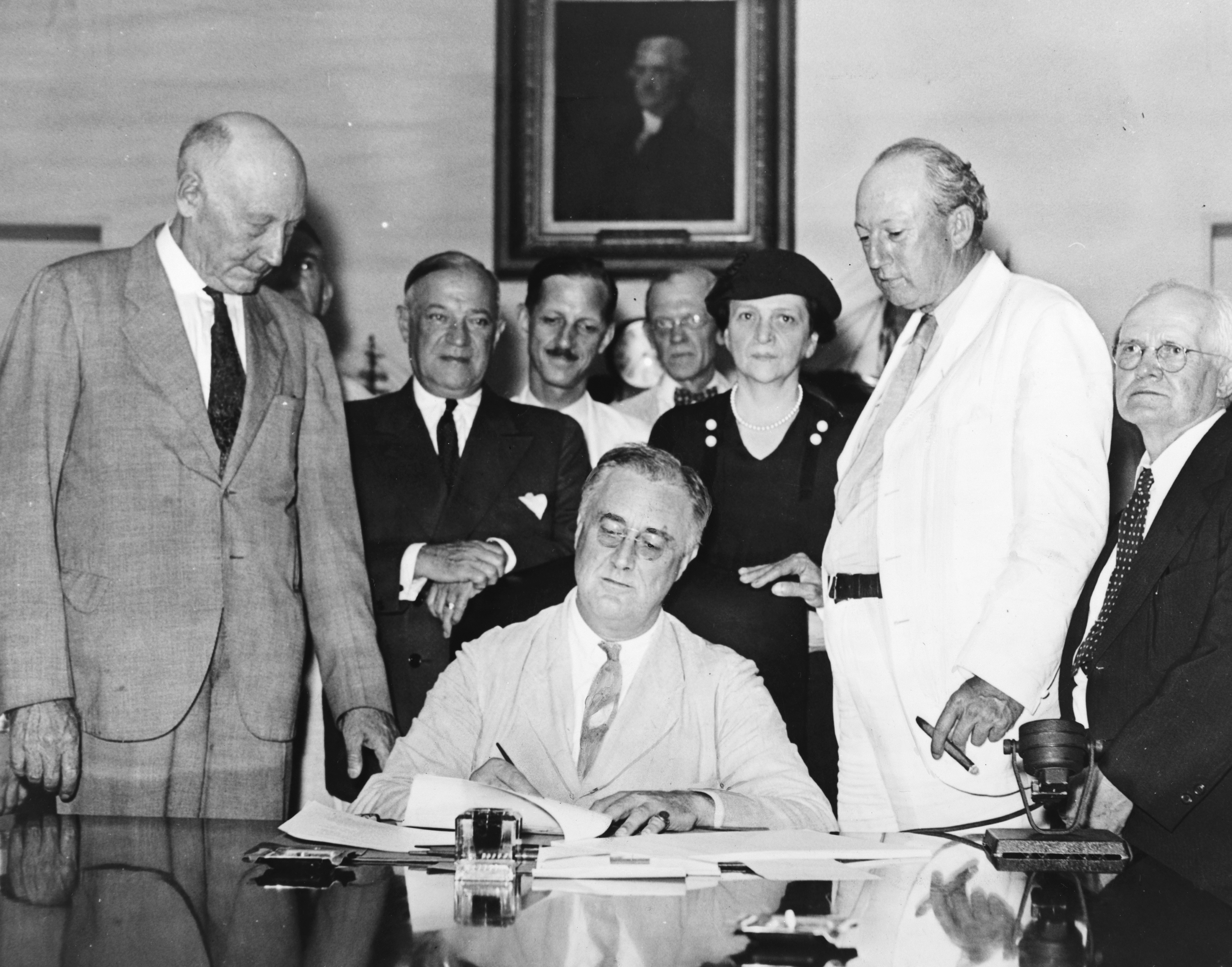
Președintele Franklin Delano Roosevelt semnand Legea Securității Sociale pe 14 August 1935.

Mulți istorici atribuie începuturile asistenței sociale contemporane în Europa și America legilor germane privind asigurarea sănătății introduse la sfârșitul secolului al 19-lea. Cancelarul german Otto von Bismarck a introdus asistența medicală guvernamentală și a aprobat Legea Asigurărilor de Sănătate din 1883⁠(d), fiind prima lege care a introdus asigurarea obligatorie de sănătate monitorizată de guvern. Legislația germană asigura beneficii contributive pentru pensii și dizabilități. Participarea a devenit obligatorie. În Statele Unite, Marea Criză Economică a dus la introducerea de către președintele Franklin Delano Roosevelt a programului de ajutor pentru familii cu copii în întreținere și a Programului de Securitate Socială prin Legea de Securitate Socială, care a creat un sistem de asistență socială publică pentru a oferi ajutor diferitelor persoane dependente și în nevoie. Acest lucru a evoluat în cele din urmă în sistemul pe care îl cunoaștem astăzi.

### Statele Unite
În 1964, Președintele Lyndon B. Johnson a introdus acte legislative cunoscute în mod colectiv sub numele de Războiul împotriva sărăciei ca răspuns la o rată persistentă ridicată a sărăciei de aproximativ 20%. Această inițiativă a finanțat programe de asistență socială, cum ar fi Securitatea Socială, Timbrele Alimentare, Job Corps, și Head Start. Războiul împotriva sărăciei a inclus noi programe federale, cum ar fi Medicare și Medicaid, care a oferit asigurări de sănătate persoanelor în vârstă, persoanelor cu venituri mici și altor grupuri dezavantajate. În plus, Guvernul SUA a început să ofere asistență directă districtelor școlare, a adoptat măsuri ample de protecție a mediului, a instituit proiecte de reînnoire urbană, a promovat protecția drepturilor civile și a extins finanțarea pentru arte și științe umaniste.
Administatia președintelui Richard Nixon a propus 1969 Planul De Asistență Familială, care a introdus o cerință de muncă pentru toți beneficiarii de asistență socială, cu excepția mamelor cu copii sub trei ani. Această cerință a fost eliminată în 1972 datorita criticilor din partea liberalilor, care susținea că planul oferea prea puțin sprijin și avea cerințe de muncă excesiv de stricte. În cele din urmă, administrația Nixon a prezidat extinderea continuă a programelor de asistență socială, cu toate acestea, Planul de Asistență Familială a facilitat o dezbatere mai mare asupra stării sistemului de asistență socială și a început retorica pentru atitudinea negativă față de ajutorul social.
În 1981, Președintele Ronald Reagan a redus cheltuielile pentru programul de ajutor pentru familiile cu copii în întreținere și a permis statelor să solicite beneficiarilor de asistență socială să participe la programele de workfare. Cartea lui Charles Murray Pierderea Terenului: Politica Socială Americană, 1950-1980 (1984) a susținut că statul bunăstării de fapt, dăunează săracilor, în special familiilor monoparentale, făcându-i din ce în ce mai dependenți de guvern și descurajându-i să lucreze. Murray a propus ca programele de asistență socială actuale să fie înlocuite cu programe locale pe termen scurt.

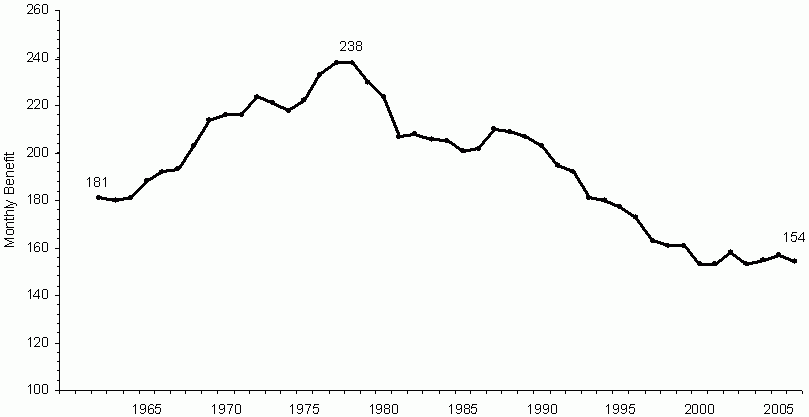
Declinul general al beneficiilor lunare de asistență socială (în dolari 2006)

În Campania din 1992, Bill Clinton a promis să "pună capăt ajutorului social așa cum am cunoscut-o până acum”.
Legea privind responsabilitatea personală și oportunitatea de muncă a fost concepută ca răspuns la eșecurile percepute ale AFDC. Preocupările cu privire la AFDC au început în anii 1960, în același timp în care se dezbăteau și creau soluții și programe împotriva sărăciei. Printre aceste preocupări s-au numărat: disfuncții familiale în rândul săracilor (în special în rândul familiilor sărace de culoare ca urmare a Raportului Moynihan⁠(d)), descurajarea căsătoriei și promovarea monoparentalității și descurajarea femeilor sărace de a căuta locuri de muncă prin încurajarea dependenței de ajutorul guvernamental. Preocupările din anii 1980 cu privire la buget și cheltuielile pentru asistență socială s-au intensificat, odată cu creșterea numărului de cazuri AFDC. Preocupările legate de cererile de asistență socială frauduloase, dependența și abuzul de către beneficiari au creat un cliché stereotipic al "Reginei ajutorului social". Între sfârșitul anilor 1980 și începutul anilor 1990, îngrijorarea tot mai mare a publicului cu privire la nașterile în afara căsătoriei și la sarcinile adolescentelor a alimentat, de asemenea, îngrijorarea față de AFDC. În ciuda îngrijorărilor publice și politice, "sociologii, analiștii sărăciei și etnografii au demonstrat că AFDC în sine a avut un impact redus asupra deciziilor maritale sau fertile ale femeilor, iar programul a acționat pentru majoritatea beneficiarilor ca supliment la câștiguri sau ca sursă temporară de sprijin între perioadele de angajare”.
În plus față de percepția publică și politică asupra asistenței sociale, un aspect important al reformei asistenței sociale îl reprezintă schimbarea drastică în participarea femeilor la piața muncii de la momentul implementării ADC. Până în anii 1990, era mai obișnuit ca femeile să se angajeze în muncă salariată, iar această schimbare a contribuit la expectația conform căreia femeile care primesc asistență socială ar trebui să fie obligate să lucreze în afara casei. Contextul economic și social al pieței muncii s-a schimbat, de asemenea. Locurile de muncă care ofereau un salariu familial stabil și decent scăzuseră de-a lungul decadelor, iar creșterea și extinderea pieței muncii cu salarii mici creaseră locuri de muncă care ofereau puțină securitate economică sau șanse pentru mobilitate economică în sus. Ideea abordării "muncă înaintea tuturor" pentru cerințele de muncă avea prioritatea de a determina beneficiarii să intre rapid pe piața muncii, iar programele de muncă oferite se concentrau pe pregătirea pentru muncă și plasarea imediată în primul loc de muncă disponibil. Aceste preocupări cu privire la femeile care primesc AFDC și impactul programului asupra căsătoriei și maternității, precum și cererea sporită de muncitori cu salarii mici și calificări reduse pe piața muncii și expectația ca femeile să participe la piața muncii constituie contextul Legii privind reforma asistenței sociale din 1996.
Legea privind reforma asistenței sociale din 1996 (PRWORA) a încheiat programul AFDC și l-a înlocuit cu Temporary Assistance for Needy Families (TANF). Schimbarea cea mai semnificativă de la AFDC la TANF a fost renunțarea la drepturile individuale pentru familiile sărace de a primi ajutor federal.[14] Aceasta a însemnat că nimeni nu mai putea "formula o solicitare legal aplicabilă pentru asistență doar pentru că era sărac."

### Regatul Unit

#### New Deal
În ultimii ani, reforma sistemului de asistență socială în Marea Britanie a început odată cu introducerea programului New Deal⁠(d) în 1997, implementat de guvernul Laburist. Scopul acestui program a fost creșterea ocupării prin cerința ca beneficiarii să depună eforturi serioase în căutarea locurilor de muncă. De asemenea, Partidul Laburist a introdus un sistem de credite fiscale pentru lucrătorii cu venituri reduse.

#### Legea privind reforma sistemului de asistență socială din 2009
Această reformă a asistenței sociale a propus o creștere a responsabilității individuale în cadrul sistemului de asistență socială. Reforma a eliminat Sprijinul de Venit și a alocat fondurile către Alocația pentru Căutarea unui Loc de Muncă, pentru a încuraja ocuparea forței de muncă. De asemenea, a promovat o responsabilitate parentală mai mare prin modificarea legilor privind pensia alimentară pentru copii și cererea ca nașterile să fie înregistrate în comun de ambii părinți.

#### Legea privind reforma sistemului de asistență socială din 2012
Această reformă a asistenței sociale a propus schimbări în ceea ce privește Ajutorul pentru Locuință, reducând beneficiul acordat beneficiarilor în funcție de dimensiunea spațiului locativ. Această lege a primit porecla de "Taxa pentru Dormitor" din partea mass-media. S-a afirmat că, similar altor reforme ale asistenței sociale, această lege ar reduce dependența de asistența socială.

### Franța
Începând cu mijlocul anilor 1970, a început să apară un deficit în programul de asigurări sociale. Deficitul a atins puncte maxime de 27,75% din bugetul asigurărilor sociale în 1992. Acest lucru a determinat o inițiativă majoră din partea guvernului de a reduce cheltuielile în programul de asistență socială. Până la sfârșitul anilor 1990, deficitul fusese aproape complet eradicat. Deficitele adesea mari prin care a trecut programul au generat o opoziție semnificativă față de programul așa cum este el în prezent.
În februarie 2020, a fost adoptată o reformă a pensiilor prin decret, folosind Articolul 49 al Constituției franceze.

### Brazilia
În timpul crizei economice braziliene din perioada 2015–2018, s-au înregistrat atât tulburări economice, cât și politice. Președintele Dilma Rousseff, care ulterior a fost destituită și înlocuită de președintele Michel Temer, a încercat să extindă programul de asistență socială Bolsa Família, introdus de predecesorul său Luiz Inácio Lula da Silva. În calitate de social-democrată, Rousseff a promis că "Brazilia va continua să crească, cu incluziune socială și mobilitate." Când Michel Temer a preluat funcția, pentru a face față recesiunii economice severe, el a propus reforme în domeniul asistenței sociale pentru a schimba regulile muncii și sistemul de pensii de securitate socială. Planul lui Temer includea limitarea beneficiilor pensiilor și creșterea vârstei de pensionare pentru a economisi bani și a corecta economia. În plus, în cadrul reformei sale, companiile au mai multă putere de a solicita zile de lucru mai lungi și de a folosi lucrători cu normă parțială. În replică la această reformă, sindicatele, lucrătorii din zonele rurale și angajații publici au organizat proteste în întreaga Brazilie. Votul pentru aprobarea reformei pensiilor a fost inițial suspendat până în februarie 2018 și acum a fost amânat din nou, devenind o temă de campanie în alegerile din acest an. Criticii lui Temer consideră că motivul amânării reformei este dezaprobarea publică vastă.

### India
India a făcut pași semnificativi în reformarea dramatică a arhitecturii sale de asistență socială în ultimii cinci ani, în special prin transferurile directe de beneficii (DBT), Ayushman Bharat Yojana⁠(d), sprijinul pentru venit (PM-Kisan) și implementarea recomandărilor Comisiei pentru Finanțe din al 14-lea plan. Cu toate acestea, există întrebări cruciale, încă fără răspuns și intens dezbătute, legate de arhitectura statului de bine, sub aceste schimbări. Problemele se concentrează pe centralizare și pe capacitatea diferitelor nivele de guvernare de a furniza servicii. Politica de asistență socială a noului guvern ar trebui inevitabil să abordeze aceste probleme, precum și oportunitățile și amenințările pe care le ridică. Capacitatea noului guvern de a gestiona această complexitate va decide capacitatea sa de a furniza servicii publice de înaltă calitate celor mai săraci cetățeni ai Indiei. Cu toate acestea, trendul introducerii reformelor în asistența socială nu este unul recent, deoarece unele scheme au fost implementate încă din anii 1960. Prin urmare, înțelegerea contextului istoric al schemelor de asistență socială din India este esențială pentru a forma baza pentru exemple ulterioare.

#### Băncile nationalizate din India
Indira Gandhi, care a fost atât Prim-ministru, cât și Ministru de Finanțe, a fost de acord să naționalizeze 14 dintre cele mai mari bănci private ale țării la 19 iulie 1969. În 1955, după ce Banca Imperială fusese deja naționalizată și redenumită Banca Statului din India, această decizie din 1969 a plasat efectiv 80% din activele bancare sub controlul statului. Naționalizarea băncilor a fost definită ca "cea mai semnificativă decizie economică luată de oricare guvern de la 1947 încoace" în al treilea volum al istoriei Rezervei Federale a Indiei. Scopul naționalizării băncilor a fost să alinieze sectorul bancar cu obiectivele socialiste ale guvernului indian post-independență. Conform înregistrărilor RBI, propunerea de a naționaliza băncile și companiile de asigurări a fost inițial propusă într-un raport al Comitetului Congresului Tuturor Indiilor în 1948.
Naționalizarea băncilor este, probabil, cea mai semnificativă schimbare sistemică în sectorul financiar în perioada post-independență a Indiei. Potrivit celui de-al doilea volum al istoriei oficiale a Rezervei Federale a Indiei, după 1947, naționalizarea băncilor a fost cea mai critică decizie de politică economică luată de orice guvern. După 1967, băncile nu mai acordau împrumuturi agriculturii sau împrumutau insuficient sectoarelor industriale, ceea ce a dus la crize semnificative în aceste domenii. Există de mult timp percepția că băncile indiene sunt reticente să acorde împrumuturi, în special sectorului agricol. Mai mult, deoarece băncile private erau controlate de mari industriali, acestea ajungeau adesea să împrumute bani lor înșiși. Directorii de top ai băncilor au deținut funcții de director într-o varietate de alte sectoare, creând un conflict de interese.
Pe lângă considerațiile politice și economice, au existat și considerații bancare. Printre acestea s-au numărat examinarea crizei economice în creștere care a afectat anii 1960, eliminarea monopolului câtorva în sectorul bancar, asigurarea unui credit adecvat pentru agricultură, întreprinderi mici și exporturi, profesionalizarea managementului sectorului bancar, încurajarea noilor proprietari de afaceri și îmbunătățirea și dezvoltarea zonelor rurale din India. Această acțiune a condus la o creștere semnificativă a depozitelor bancare și a investițiilor, și această tranziție a avut un efect pe termen lung asupra succesului industriei la scară mică și a agriculturii. De asemenea, a rezultat într-o creștere a penetrării băncilor în India rurală.

#### Pradhan Mantri Jan Dhan Yojana (PMJDY)
Prim-ministrul Narendra Modi a lansat acest program de incluziune financiară în anul 2014, considerându-l o mișcare bun venit. Scopul său este de a pregăti terenul pentru construirea infrastructurii necesare implementării transferurilor directe de numerar în întreaga regiune. Planul Jan Dhan, care promite fiecărui gospodărie indiană un cont bancar, acoperire de asigurare și facilități de descoperit de cont în următorii doi ani, ar oferi în cele din urmă guvernului oportunitatea de a implementa un transfer universal de venit de bază către toți oamenii, remodelând economia bogată în scurgeri și chiar sistemul disfuncțional de asistență socială al țării. Până în prezent, schemă nu s-a dovedit a fi prea benefică în organizarea sistemului de asistență socială din India, iar țara încă așteaptă avantajele sale.

#### Tehnologie, sprijin pentru venituri, cetățeni și birocrație
În ultimul deceniu, tehnologia a fost în fruntea proiectului de reformă a asistenței sociale. Când Alianța Națională Democratică (NDA) a venit la putere în 2014, a adoptat sistemele Aadhar (document național) și DBT (transferuri directe de beneficii) (efort și progres rapid), iar în martie 2014 doar 28 de scheme utilizau DBT pentru transferul de fonduri, însă până în mai 2019, numărul acestora a crescut la peste 400. Odată cu introducerea PM-Kisan în ianuarie 2019, India a făcut prima încercare națională de a implementa un program de susținere a venitului de bază folosind arhitectura DBT. Cu toate acestea, acordarea unei atenții prea mari tehnologiei pentru a impune DBT a evidențiat trei probleme majore în sistem: provocarea ultimei mile, lipsa unor date fiabile pentru identificarea beneficiarilor și alienarea cetățenilor.
Dorința de a reduce scurgerile de plăți și de a îmbunătăți performanța este un motiv-cheie pentru extinderea DBT și trecerea către transferuri directe de numerar în cadrul programelor de sprijin pentru venit. În pledând pentru un Venit de Bază Universal (UBI), Raportul Economic din 2017 susținea că transferurile de venit au capacitatea de a reduce straturile birocratice prin transferul direct de bani în conturile beneficiarilor. Acest lucru ar minimiza corupția prin reducerea discreționară și simplificarea monitorizării. Cu toate acestea, cercetările recente arată că pentru a avea o arhitectură DBT corectă, este necesară o intervenție birocratică semnificativă, în loc să o reducă. Birocrații locali sunt importanți pentru DBT, începând de la deschiderea conturilor, până la promovarea educației financiare și facilitarea tranzacțiilor bancare.
Cercetările recente arată însă că pentru a avea o arhitectură DBT corectă, este necesară o intervenție birocratică semnificativă, în loc să o reducă. Birocrații locali sunt importanți pentru DBT, începând de la deschiderea conturilor, până la promovarea educației financiare și facilitarea tranzacțiilor bancare. Muralidharan și colaboratorii săi au finalizat recent un exercițiu de monitorizare a procesului comandat de Niti Aayog, utilizând DBT pentru accesarea schemei Public Distribution System în trei teritorii de uniune (Chandigarh, Dadra & Nagar Haveli și Puducherry). Muralidharan et al. au descoperit că 20% dintre beneficiari au recunoscut că nu au primit plata, în ciuda înregistrărilor oficiale care indicau o rată de eșec a transferului de mai puțin de 1%. Studiul atribuie diferența lipsei de conștientizare și cunoaștere a beneficiarilor asupra tranzacțiilor, precum și problemelor administrative, cum ar fi sumele plătite în conturile bancare la care destinatarii nu ar avea acces sau erorile de procesare.
Cu toate acestea, odată ce un nou sistem de reformă a asistenței sociale este încorporat în sistem, acesta se confruntă cu multe provocări și, prin natura sa, tehnologia produce rețele centralizate care sunt îndepărtate și confuze pentru oamenii obișnuiți, în mod similar cu interacțiunile zilnice neplăcute pe care cititorii acestui document le-au avut cu agenții de la centrele de apel. Atunci când drepturile cetățenilor sunt negate, programele de asistență socială digitale au riscul de a închide spațiile pentru cetățeni să solicite, să protesteze și să caute transparență, iar argumentul aici nu este să se conteste eficiența administrației. Prin urmare, trebuie găsit un echilibru între puterea centralizată pentru performanță și guvernarea descentralizată, centrată pe cetățeni, pentru reactivitate.

### Canada
În 1945, Cartea Albă privind Ocuparea și Venitul a fost introdusă de prim-ministrul William Lyon Mackenzie King⁠(d). În această perioadă, King începuse deja să schimbe și să elimine multe dintre politicile anterioare de intervenție statală stabilite din perioada războaielor mondiale. Acest document s-a concentrat pe o nouă abordare keynesiană a gestionării economice, cum ar fi ocuparea integrală a forței de muncă și venituri ridicate. Această ocupare urma să fie realizată în principal prin asistența acordată întreprinderilor private. În acest sens, King s-a abătut de la ideea de extindere a măsurilor de asistență socială și a dorit să se concentreze în schimb pe corporatismul liberal. Cu toate acestea, în ciuda acestei noi abordări, guvernul King a ajuns în cele din urmă să extindă unele măsuri de asigurare socială și sănătate.
Între 1951 și 1952 au avut loc mai multe reforme cheie în domeniul asistenței sociale în Canada. Sub conducerea prim-ministrului, Louis St. Laurent⁠(d), a fost adoptată în 1951 o modificare a Legii Indiene, care permitea populației indigene să solicite pentru prima dată asistență socială la nivel provincial. Acest lucru a permis oamenilor indigeni să beneficieze de ajutoare financiare. Cu toate acestea, aceste modificări aduse Legii Indiene au conferit și mai multe puteri provinciilor asupra vieții indigenilor. Prin această modificare, provinciile au fost autorizate să preia sub îngrijire copii indigeni, facilitând astfel începutul unei perioade în anii 1960 când mulți dintre copiii indigeni au fost luați cu forța din casele lor și înscriși în școli rezidențiale sau plasați în alte familii. Prim-ministrul St. Laurent a adoptat, de asemenea, pensii universale pentru persoanele cu vârsta peste 70 de ani și securitate socială pentru persoanele cu vârsta între 65 și 70 de ani în perioada 1951-1952. În 1956, a fost adoptat și Actul privind Asistența în șomaj în timpul lui St. Laurent, ca urmare a presiunii crescânde din partea provinciilor în contextul ratei ridicate de șomaj.
La începutul anilor 1960, Canada a asistat la introducerea a trei acte cheie legislative care defineau bunăstarea statului modern canadian. În 1964, sub conducerea prim-ministrului Lester B. Pearson, Legea Națională a Locuințelor a fost modificată semnificativ pentru a permite împrumuturi federale către provincii pentru construirea de locuințe publice, acoperind până la 90% din costul construcției. După această evoluție, în 1965, Planul canadian de Pensii și Planul de Pensii al Quebecului au fost înființate ca planuri naționale obligatorii de pensii contributive. În 1966, a fost creat Planul de Ajutor al Canadei pentru a uni Legea privind Asistența în Șomaj cu alte planuri de ajutor, cum ar fi cele destinate persoanelor cu dizabilități fizice și părinților singuri. Planul de Ajutor al Canadei a stabilit, de asemenea, un mecanism federal de partajare a costurilor pentru serviciile sociale, cum ar fi un sistem național de sănătate. Provinciile au devenit responsabile pentru administrarea noilor sisteme naționale de sănătate în propriile lor jurisdicții.
În 1971, sub guvernul lui Pierre Elliott Trudeau, acoperirea asigurării de șomaj a fost extins într-o măsură în care a devenit aproape universal.. În acest moment, singurele categorii de persoane excluse din acoperire erau cele care lucrau pe cont propriu, persoanele cu vârsta peste 70 de ani și persoanele care nu obțineau venitul săptămânal de minim 20% din câștigurile maxime săptămânale asigurabile. Unul dintre obiectivele principale era de a "asigura sprijin financiar adecvat tuturor persoanelor care au întreruperi temporare de venituri". Această nouă modificare a liberalizat fostul sistem. Legea Locuințelor Naționale a fost, de asemenea, extinsă sub Trudeau pentru a acoperi asistența cooperativelor și non-profit. În 1978, pentru prima dată, sistemul fiscal a fost folosit și pentru a acorda cetățenilor canadieni un credit fiscal pentru copii.
Anii 1970 în Canada au fost marcați de stagnare economică și inflație în creștere. Acest lucru a condus la o nouă abordare politică conservatoare care respingea fostele credințe keynesiene susținute de prim-miniștri precum Mackenzie King⁠(d). În această deceniu, s-au favorizat politicienii care promiteau reducerea cheltuielilor guvernamentale pentru programele sociale. În această perioadă, șomajul a fost utilizat strategic pentru a reduce creșterile salariale și inflația. În 1977, Legea privind Finanțarea Programelor Stabilite și Aranjamente Fiscale a înlocuit acordurile-provincial anterioare de partajare a costurilor, care erau sub formă de subvenții condiționate, cu o formulă care creștea contribuțiile federale la programele provinciale în funcție de creșterile în produsul intern brut". Se poate susține că această deceniu a marcat începutul declinului comfortului statului canadian.
În 1989, Alocația Federală pentru Familie a fost întreruptă. Ca rezultat al unor măsuri similare, cum ar fi reducerea și întreruperea programelor de asistență socială, anii 1980 și 1990 au fost martorii creșterii instituțiilor bazate pe caritate, cum ar fi cantinele sociale și adăposturile de urgență. Aceasta s-a datorat lipsei de facilități finanțate de guvern și creșterii șomajului și costurilor locuințelor.
În 1995, sub guvernarea lui Jean Chrétien, Planul de Ajutor al Canadei a fost întrerupt. Acesta era un acord federal-provincial de împărțire a costurilor. În 1996, a fost înlocuit de Transferul de Sănătate și Asistență Socială al Canadei, care furniza fonduri provinciilor și teritoriilor pentru a susține îngrijirea sănătății, educația post-secundară, asistența cât și serviciile sociale. Transferul de Sănătate și Asistență Socială al Canadei "a fost o combinație între transferul de taxe din 1977 și un transfer de numerar, iar totalul a fost alocat în mod egal pe cap de locuitor". În urma adoptării acestui plan, multe provincii au adoptat politici privind locul de muncă care exercitau presiune asupra celor considerați apti de muncă să devină angajați și să renunțe la asistența socială. Acest lucru includea părinții singuri și persoanele cu dependențe. În concordanță cu tendința acestui deceniu, guvernul federal a ridicat, de asemenea, cerințele pentru asigurarea de șomaj, cerând 30% mai multe ore lucrate pentru a se califica.
În 1997, Acordul Cadru al Uniunii Sociale a fost semnat de guvernul federal și fiecare provincie, cu excepția Quebecului. Acest acord a contribuit la creșterea fondurilor în domeniile îngrijirii sănătății, asistenței și serviciilor sociale, sub o abordare neoliberală.
Prim-ministrul Stephen Harper și-a concentrat politica de asistență socială în principal pe reducerea serviciului public și susținerea familiilor. Pentru a atinge acest obiectiv, în 2006, Harper a adoptat Ajutorul Universal pentru Îngrijirea Copilului. Acest beneficiu oferea 100 de dolari pe lună pentru fiecare copil în gospodăriile care aveau grijă de un copil sub vârsta de șase ani. Acest program este similar cu fostul Ajutor pentru Familie care a fost întrerupt.
În 2022, Guvernul federal (condus de actualul prim-ministru Justin Trudeau, a finalizat un acord cu toate provinciile pentru un sistem de îngrijire a copiilor finanțat din fonduri publice, la nivelul întregii Canade. Justin Trudeau a promis că vor fi plătiți câte 10 dolari USD pe zi pentru familiile din Canada.

### Țările de Jos
În 2023, Legea Pensiilor Viitoare a intrat în vigoare, revizuind sistemul de pensii din Olanda.